# Nagycsepely

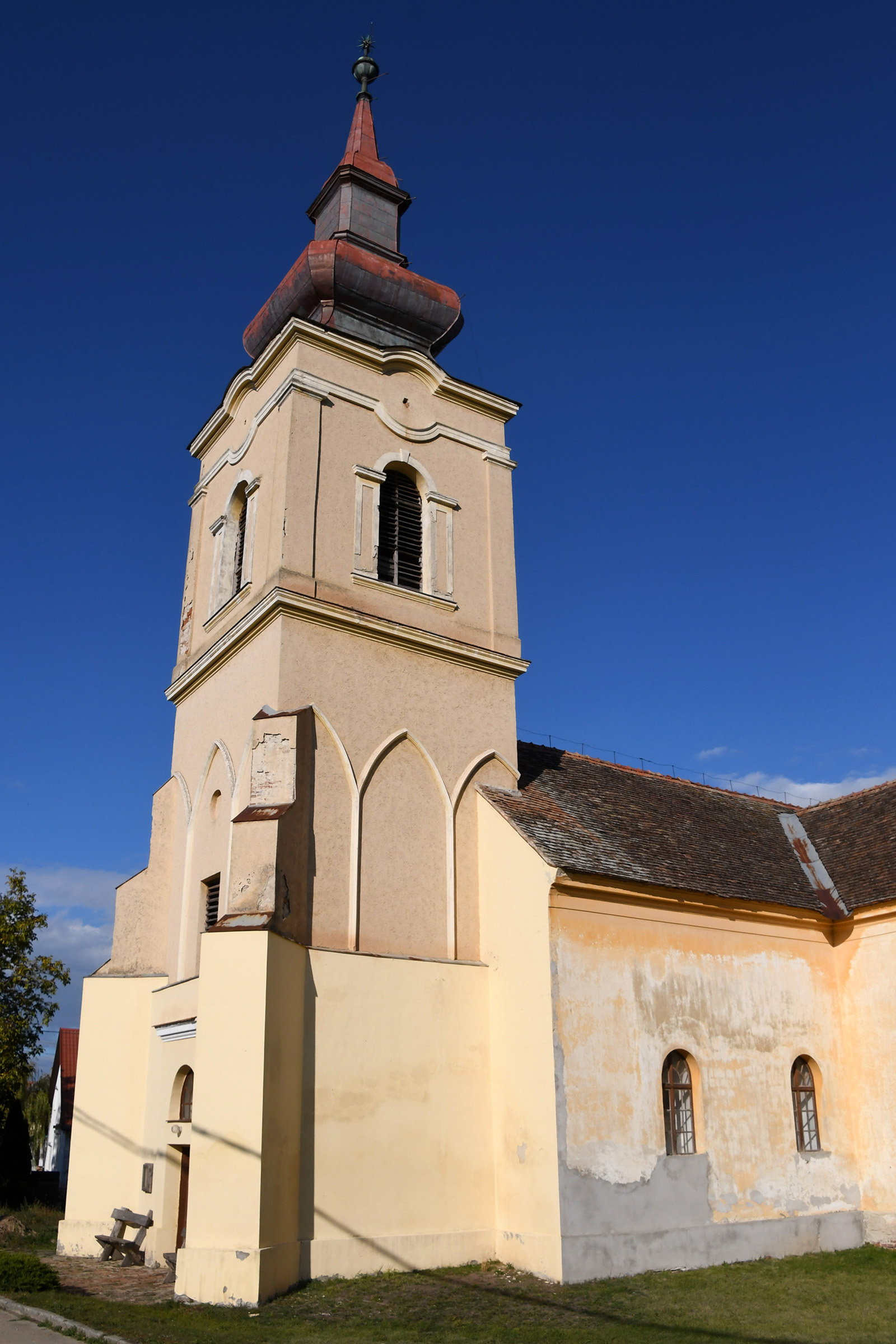
Református templom

Nagycsepely egy község Somogy vármegyében, a Siófoki járásban.

## Fekvése
Somogy vármegye északi részén, a Külső-Somogyi dombságban található. Balatonszárszótól 10 kilométerre, Balatonföldvártól 15 kilométerre fekszik. Zsáktelepülés, szilárd burkolatú úton csak északról, Szólád irányából közelíthető meg, a 7-es főútból kiágazó, Balatonszárszó-Kötcse közti 65 102-es út nyugati irányú meghosszabbításának tekinthető 65 127-es számú mellékúton.

## Története
Nevének „…eredetét ugyancsak vitatják. Az egyik feltevés szerint az 1150-ben lejegyzett Sepel személynévből (mely török vagy szláv eredetű), egy másik szerint a magyar népies cseplye ~ csepely »sarjadék erdő, bokros cserjén hely« jelentésű szóból származik.” A nagy előtag megkülönböztető szerepű, és a 20. század elején kapta a község, az országos közigazgatási rendezéskor.
Az első írásos emlék II. Béla korából származik (1138), amelyben a falu telkeiből harmincat a dömösi prépostságnak adományozott. A Chepel alakban írt nevű faluban adományozott földet, réteket, erdőt 1229-ben II. András, a fehérvári egyháznak. A 15. században még 128 telket tartottak számon, de a török időkben megtizedelték a lakosságot. 1549-ben már csak egy telke volt a falunak, és mindössze 18 lakost írtak össze.  A kálvinista magyarokat a török kiűzése után telepítették be.
1855-ben a kolerában elhunyt a lakosság 20%-a. A falu mai képe az 1900-as évekre alakult ki. Ebben az időben lakóinak száma 1050 fő volt. A második világháború végén a lakosságot rövid időre kitelepítették, de a faluban nem voltak harci események. A termelőszövetkezetek szervezéséből a falu nagyobb része kimaradt, habár két termelőszövetkezet is létezett 1951–1959 között. Ezek érdekessége, hogy az egyikben az ún. „kulákok”, a másikban a „szegények” voltak. 1970-től Kötcse székhellyel közös tanácsot hoztak létre, amelynek Nagycsepely és Teleki is tagja volt. Ezt a három községét 1977-ben Balatonszárszóhoz csatolták, és ott működött a közös tanács. 1990-ben 534 fő lakta a falut. A rendszerváltáskor önálló önkormányzatot hoztak létre. Közelében 2006-ban adták át az M7-es autópálya dél-balatoni szakaszát.

## Közélete

### Polgármesterei
- 1990–1994: Fábián János (független)[4]
- 1994–1998: Fábián János (független)[5]
- 1998–2002: Fábián János (független)[6]
- 2002–2006: Fábián János (független)[7]
- 2006–2010: Máj Károly József (független)[8]
- 2010–2014: Máj Károly József (Fidesz-KDNP)[9]
- 2014–2019: Máj Károly József (Fidesz-KDNP)[10]
- 2019–2024: Zsiga Zita (független)[11]
- 2024– : Zsiga Zita (független)[1]

## Népesség
A település népességének változása:
| Lakosok száma | 386  | 396  | 404  | 351  | 357  | 360  | 363  |
|               | 2013 | 2014 | 2015 | 2021 | 2022 | 2023 | 2024 |

A 2011-es népszámlálás során a lakosok 96%-a magyarnak, 5,1% cigánynak, 3,1% németnek, 0,3% románnak mondta magát (2,5% nem nyilatkozott; a kettős identitások miatt a végösszeg nagyobb lehet 100%-nál). A vallási megoszlás a következő volt: római katolikus 34,6%, református 37,4%, evangélikus 4%, felekezet nélküli 4,8% (18,7% nem nyilatkozott).
2022-ben a lakosság 78,7%-a vallotta magát magyarnak, 7% németnek, 1,4% cigánynak, 0,3% románnak, 0,3% lengyelnek, 2,8% egyéb, nem hazai nemzetiségűnek (18,5% nem nyilatkozott; a kettős identitások miatt a végösszeg nagyobb lehet 100%-nál). Vallásuk szerint 23,8% volt református, 22,7% római katolikus, 2,8% evangélikus, 0,6% ortodox, 0,3% görög katolikus, 0,3% egyéb keresztény, 2% egyéb katolikus, 8,7% felekezeten kívüli (38,9% nem válaszolt).

## Nevezetességei
Nagycsepely református temploma középkori eredetű, de 1784-ben késő barokk stílusban újjáépítették. 1854-ben romantikus átalakítás következett, 1894-ben pedig tovább bővítették. Ma műemléki védelem alatt áll. A település határában horgásztó is található.